# Castell de Macastre
El castell de Macastre, a la comarca de la Foia de Bunyol, País Valencià, és un castell que se situa en un turó a la part alta de la població. Està catalogat, amb declaració genèrica, bé d'interés cultural, amb anotació ministerial R-I-51-0010752, de 24 d'abril de 2002.

## Història
Els primers orígens es remunten a l'època romana, sent el seu conjunt edificat d'arquitectura islàmica construït cap al segle xi amb altres actuacions medievals cristianes realitzades en el segle XIV que li van donar la configuració definitiva, ja que va tenir una importància estratègica de primer ordre en situar a la zona fronterera entre els regnes de València i de Castella.

## Descripció
El recinte s'adapta al terreny d'un turó i se situa sobre el seu altiplà allargat, disposant de dues torres en els seus extrems, de les que la major i millor conservada és la que se situa a l'oest. El castell es tanca al nord i sud amb llenços de muralla. Disposava en el seu interior de diverses dependències comptant amb aljubs i graners comunals per a la població del raval.